# ایباخ‌لی
ایباخ‌لی (به لاتین: İbaxlı) یک منطقه مسکونی در جمهوری آذربایجان است که در شهرستان قاخ واقع شده است. ایباخ‌لی ۵۲۷ نفر جمعیت دارد.